# جورجي بتروف (لاعب كرة قدم)
جورجي بتروف (6 يوليو 1991 ببلوفديف في بلغاريا - ) هو لاعب كرة قدم بلغاري في مركز الهجوم. لعب مع او في سي سليفن 2000 ونادي لوكوموتيف بلوفديف وبيرين جوتشي ديلتشيف.

## وصلات خارجية
- جورجي بتروف (لاعب كرة قدم) على موقع قاعدة بيانات كرة القدم.إي يو (الإنجليزية)
- جورجي بتروف (لاعب كرة قدم) على موقع Soccerway.com (الإنجليزية)